# Distretto di Noen Maprang
Il distretto di Noen Maprang (in thailandese: เนินมะปราง) è un distretto (amphoe) della Thailandia, situato nella provincia di Phitsanulok.